# Kloster Kladruby

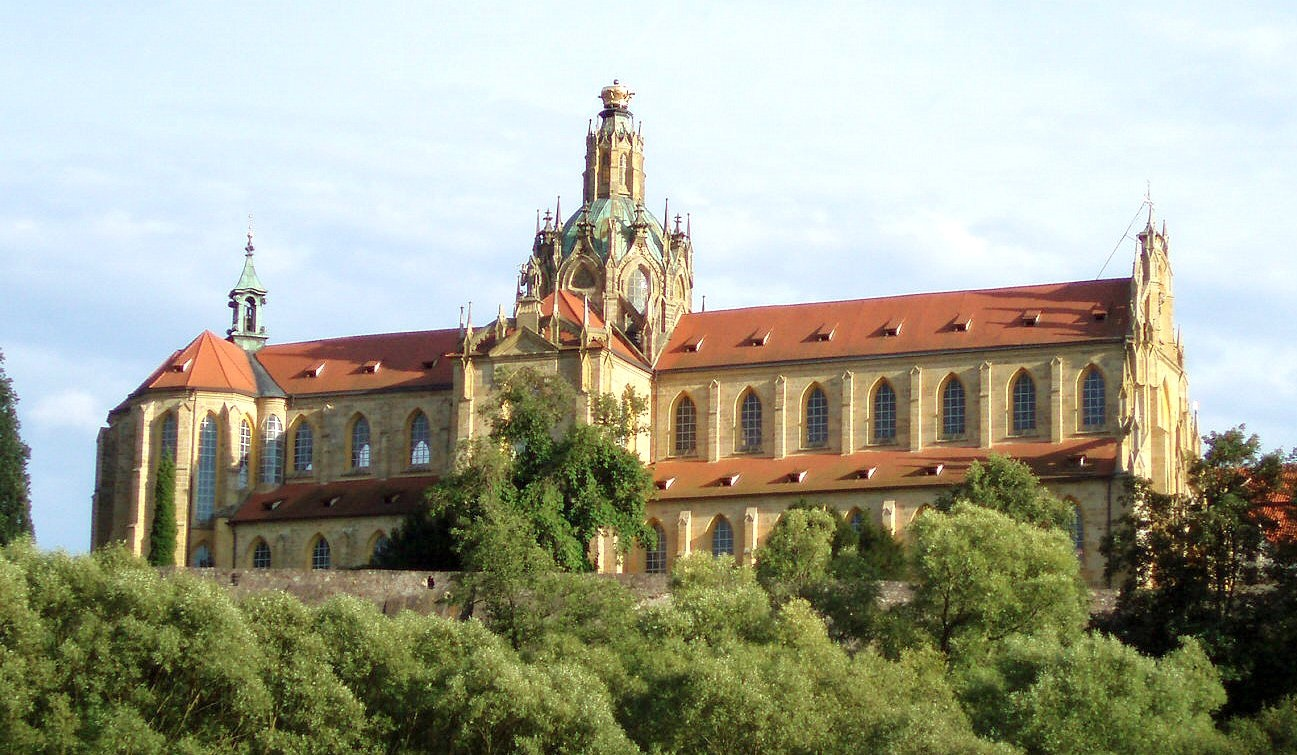
Die ehemalige Benediktinerabtei Kladrau

Das Kloster Kladruby (deutsch: Kloster Kladrau) ist eine ehemalige Benediktiner-Abtei und liegt in der Stadt Kladruby im Okres Tachov im Westen Tschechiens. Es wurde im Jahr 1785 im Zuge der Josephinischen Reformen aufgelöst. Die Klosterkirche Mariä Himmelfahrt im Stile der Barockgotik ist eines der größten Kirchengebäude in Böhmen und heute ein Nationales Kulturdenkmal in Tschechien.

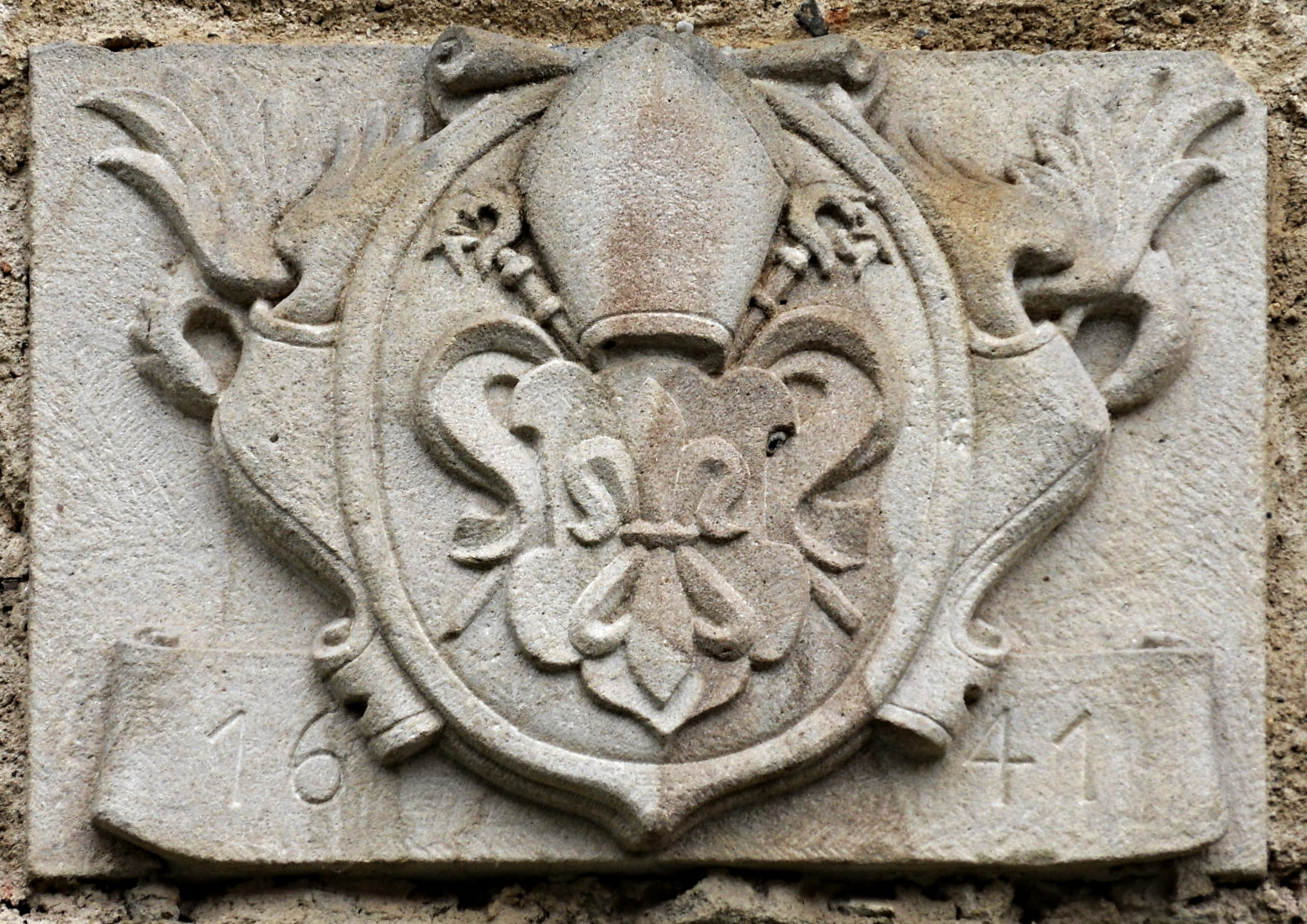
Abteiwappen (1641)

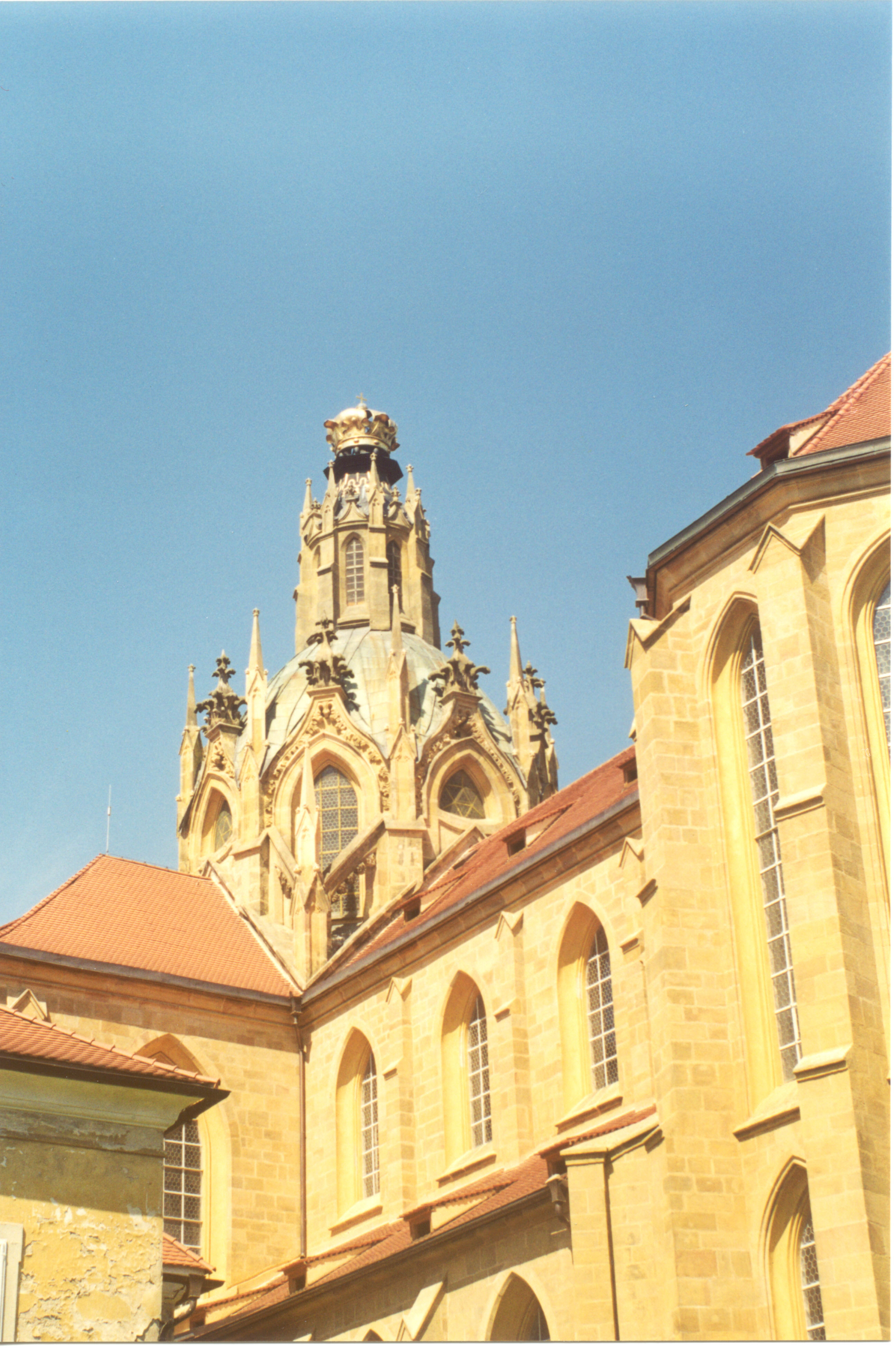
Ehemalige Abteikirche Mariä Himmelfahrt

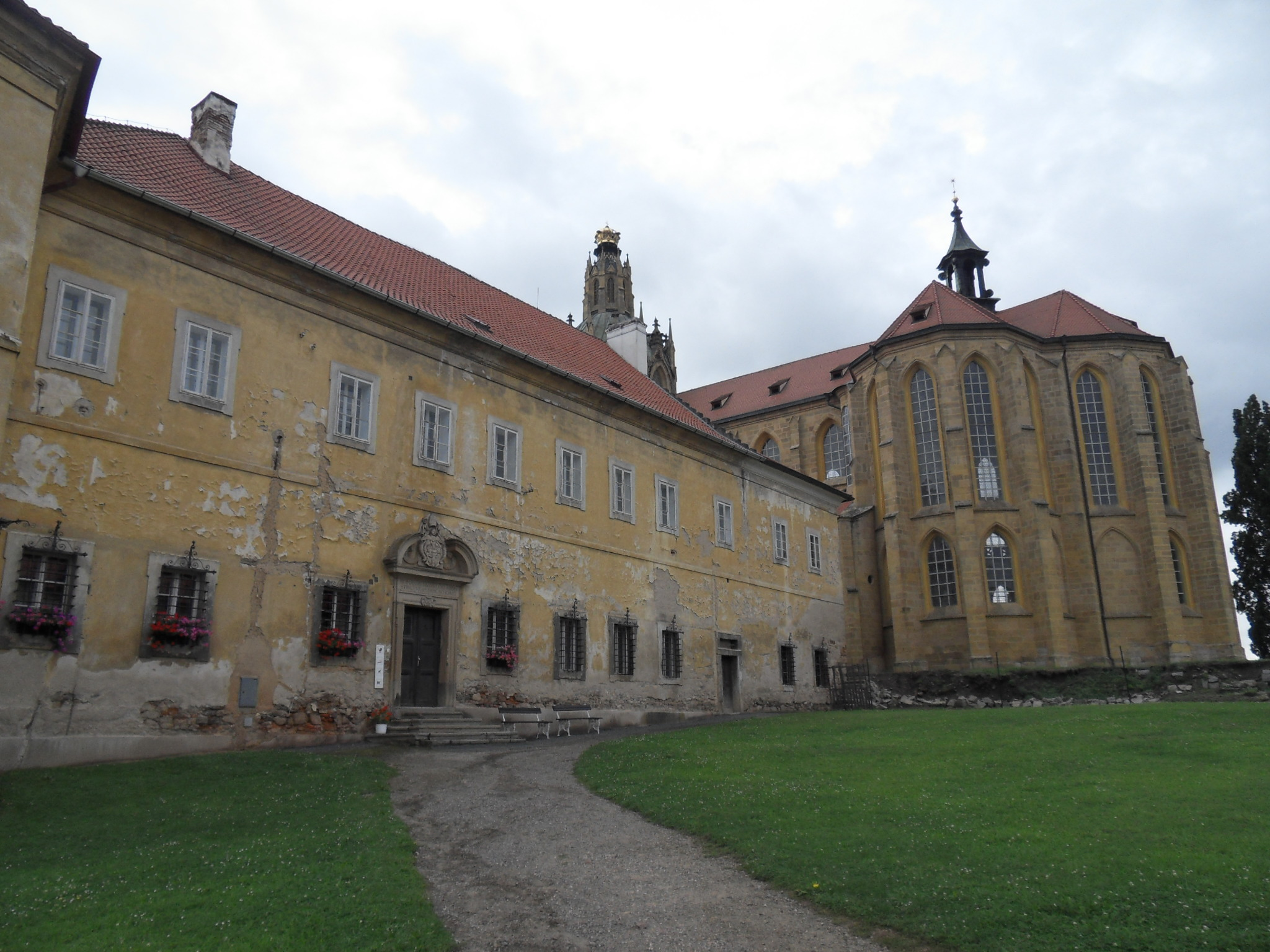
Klausurflügel

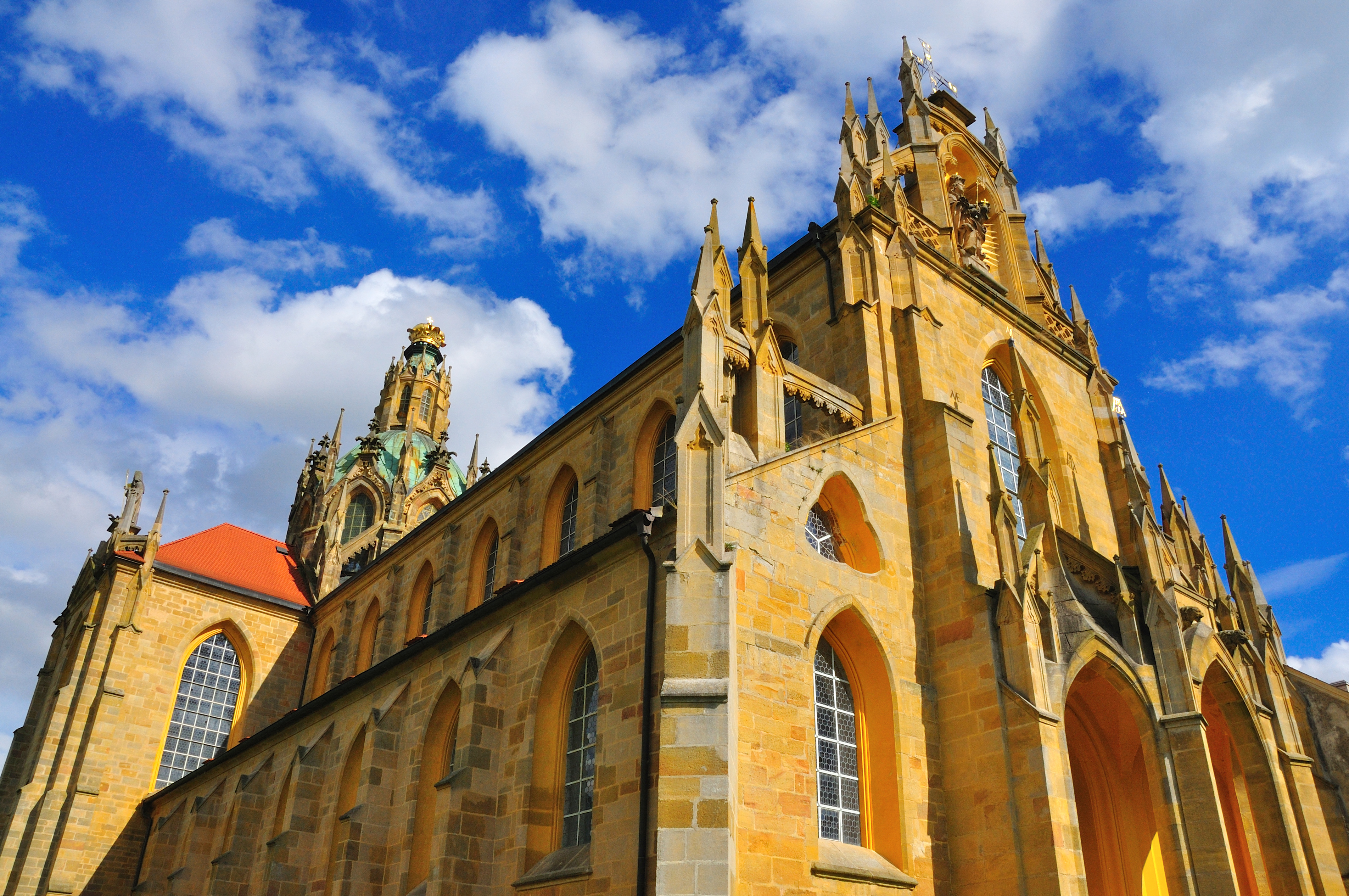
Gotische Abteikirche Kladruby

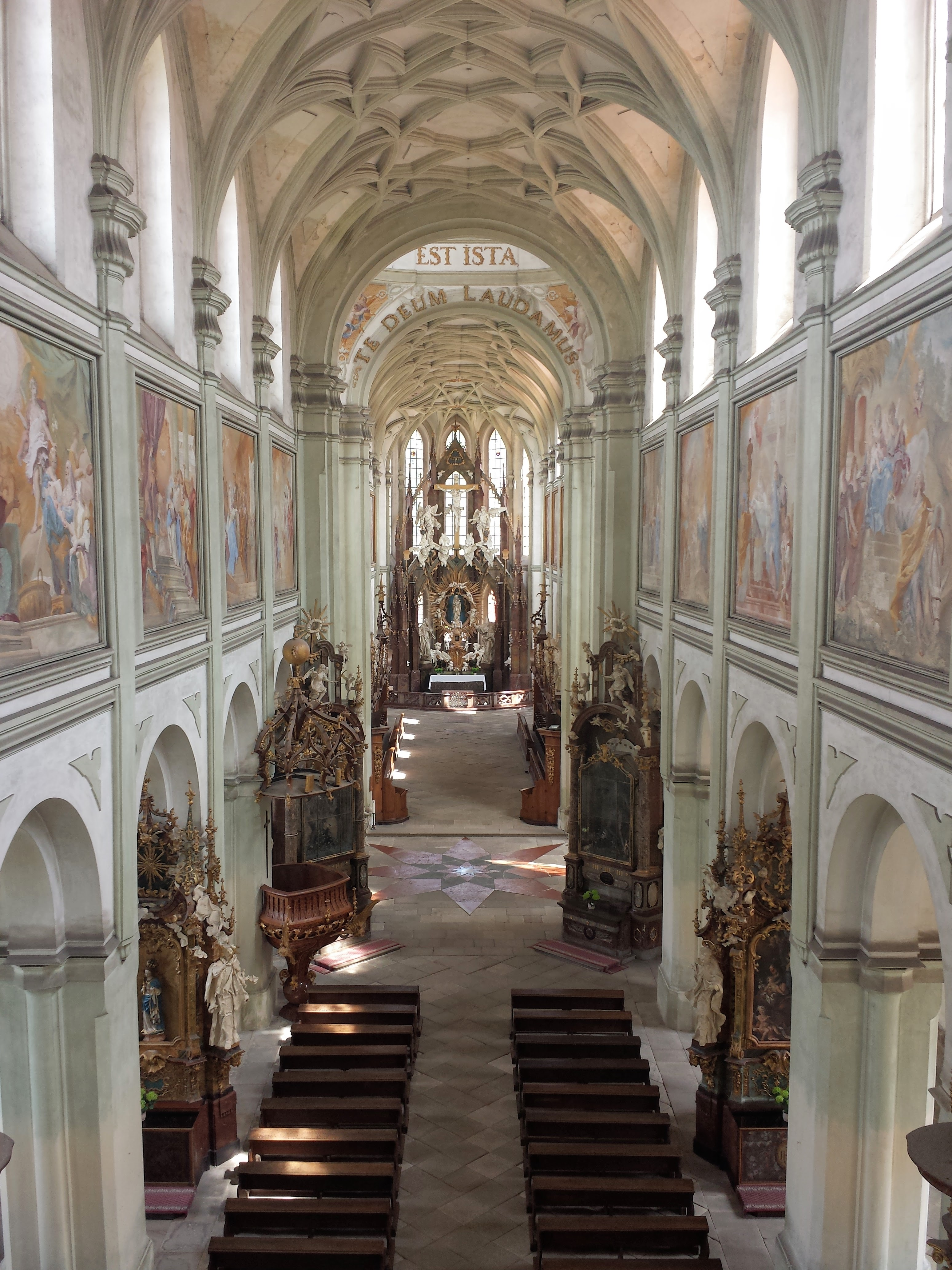
Innenraum

## Besitz- und Baugeschichte

### Benediktinerkloster 1115–1785
Das Kloster wurde im Jahre 1115 von Herzog Vladislav I. und seiner Ehefrau Richenza von Berg im Flusstal der Úhlavka im Westen Böhmens während der römisch-katholischen Kolonisation im umgebenden Siedlungsgebiet der westslawischen Choden gestiftet, mit den Einnahmen aus den erbuntertänigen Orten ausgestattet und durch den Orden der Benediktiner mit Mönchen aus dem Kloster Zwiefalten in Schwaben besiedelt. Außerdem schenkte er dem Kloster Grundbesitz im Bereich von Böhmisch Aicha (Cesky Dub) in Nordböhmen, deren Grundherrschaft von den Benediktinern 1234 weiterverkauft wurde. Die überlieferte Gründungsurkunde des Klosters Kladruby aus dem Jahre 1115 soll eine nachträgliche Fälschung vom Ende des 12. Jahrhunderts sein, die dazu diente, einen schriftlichen Beleg für die umfangreichen Grundherrschaften des Klosters und dessen Einnahmen zu schaffen.
Während der Angriffe der Hussiten unter dem Feldherrn Andreas Prokop wurde die romanische Basilika in Kladrau niedergebrannt und die Abtei geplündert. Im 17. Jahrhundert während der Rekatholisierung in Böhmen entwickelte sich für einige Jahre im Kloster ein römisch-katholischer Wallfahrtsort, der keinen Bestand hatte, da die Abtei im Dreißigjährigen Krieg erneut in Mitleidenschaft gezogen wurde. Im frühen 18. Jahrhundert und mit der Rückgabe des Großgrundbesitzes erfolgte der Wiederaufbau. Die bis auf die Grundmauern zerstörte Abteikirche wurde nach Plänen des Baumeisters Johann Blasius Santini-Aichl neu errichtet und im Jahre 1726 als bedeutendster Bau der Barockgotik fertiggestellt, einem interessanten Phänomen innerhalb des mitteleuropäischen Barock, mehr geistes- und religionswissenschaftlich als architekturhistorisch zu deuten. Weithin sichtbar erhebt sich seither der Bau aus der bewaldeten Umgebung. Im Inneren befinden sich zahlreiche Altäre, ein Chorgestühl und eine Kanzel, 1726–27 geschaffen von Cosmas Damian Asam; das Gewölbe des 83 Meter langen Innenraums dominiert eine hohe Kuppel.

### Besitz des Religionsfonds 1785–1825
Nach der Auflösung der Benediktinerabtei im Jahr 1785 durch den Josephinismus zu Gunsten des Religionsfonds dienten die Gebäude verschiedenen Zwecken, sie waren Lazarett, Kaserne und Invalidenhaus.

### Besitz der Windisch-Graetz 1825–1945
Im Jahre 1825 kaufte Fürst Alfred I. zu Windisch-Graetz das Kloster und die dazugehörige Grundherrschaft für 275.500 Goldstücke, wobei ein Teil des Kaufpreises wegen seiner Verdienste um die Monarchie Österreich-Ungarn nicht bezahlt werden musste. In Kladruby wurde im Jahre 1864 im ehemaligen klösterlichen Konvent eine Brauerei errichtet. Im Revolutionsjahr 1848 endete die Erbuntertänigkeit der Dorfbewohner.
In der ehemaligen Klosteranlage wurde von den Windisch-Graetz eine Grablege eingerichtet, in die 1886 auch die Särge des Fürsten Alfred I. und seiner Gemahlin überführt wurden.
Nach dem Ende des Ersten Weltkrieges verloren die Fürsten Windisch-Graetz im Zuge einer Bodenreform in der Tschechoslowakei zahlreiche Ländereien, behielten aber den Hauptsitz der Familie in Tachov in Westböhmen. Ludwig Aladar Fürst von Windisch-Graetz zog, nachdem er seinen Onkel Alfred III. zu Windisch-Grätz beerbt hatte, nach Kladruby und richtete dort eine umfangreiche Bibliothek und ein Familienarchiv ein. 1938 bis 1945 gehörte Kladruby zum Deutschen Reich. Im Jahre 1945 wurde der Gesamtbesitz der Familie Windisch-Graetz in der Tschechoslowakei konfisziert.

### Staatsbesitz 1945– heute
Das ehemalige Kloster Kladruby ist seit 1945 im Staatsbesitz und kann besichtigt werden.

## Architektur
Die Abteikirche entstand als romanische Basilika im 12. Jahrhundert. Das heutige Aussehen im Stile der böhmischen Barockgotik gestaltete in den Jahren 1712 bis 1726 der Baumeister Johann Blasius Santini-Aichl. An der Südseite befindet sich ein Teil des ehemaligen Konvents und der Prälatur, im Süden der neue Konvent, entworfen von Kilian Ignaz Dientzenhofer. Das Innere der Kirche wurde von den Brüdern Cosmas Damian und Egid Quirin Asam und dem Bildhauer Matthias Bernhard Braun gestaltet. Die Orgel wurde von Johann Leopold Burkhardt in den Jahren 1726–1728 erbaut.